# Октет (музыка)

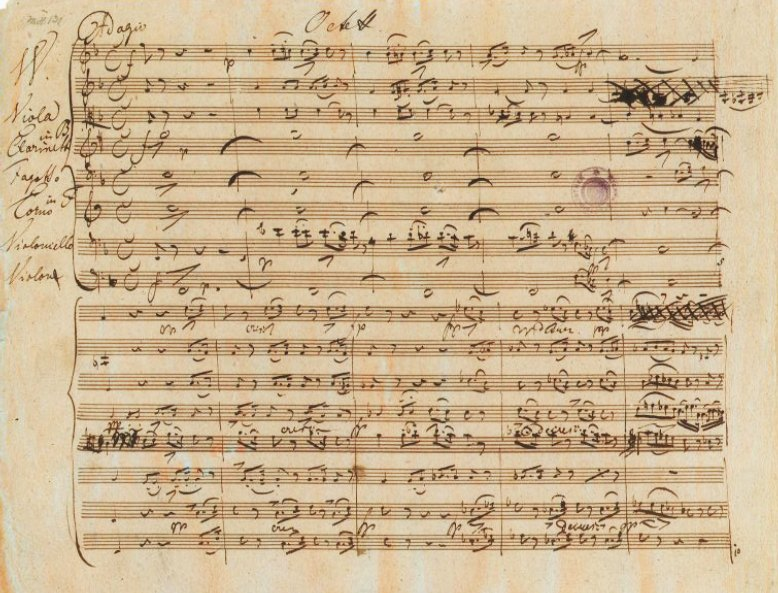
Ноты октета Шуберта

Октет (от итал. ottetto, фр. octette, octuor, англ. octet, от лат. octo — восемь)— музыкальный ансамбль из восьми музыкантов-исполнителей, вокалистов или инструменталистов, а также произведение для такого ансамбля.

## Октет в классической музыке
В классической музыке октет является одной из широко распространенных форм камерного искусства: коллективы из восьми исполнителей исполняли серенады и дивертисменты ещё в XVII веке. Слово «октет» появилось только в начале XIX века, как название композиции принца Прусского Луи Фердинанда, чей октет соч. 12 (опубликован посмертно в 1808) включает фортепиано вместе с кларнетом, 2 валторнами, 2 скрипками и 2 виолончелями. Позже октеты с фортепиано были написаны, например, Фердинандом Рисом (op. 128, 1818, для кларнета, валторны, фагота, скрипки, альта, виолончели и контрабаса), Феликсом Мендельсоном (op.20, 1825, для четырёх скрипок, двух альтов и двух виолончелей), Нильсом Гаде (op.17, 1848, для четырёх скрипок, двух альтов и двух виолончелей), Милием Балакиревым (ор.3, 1855, для флейты, гобоя, валторны, скрипки, альта, виолончели, контрабаса и фортепиано), Антоном Рубинштейном (op. 9, 1856, для флейты, кларнета, валторны, скрипки, альта, виолончели и контрабаса), Джордже Энеску (ор.7, 1900, для четырёх скрипок, двух альтов и двух виолончелей), Павлом Юоном (Камерная симфония, соч. 27, 1907), Галиной Уствольской (1950, для четырёх скрипок, двух гобоев, фортепиано и литавр), Паулем Хиндемитом (1957, для кларнета, фагота, валторны, скрипки, двух альтов, виолончели и контрабаса).
Реже октет исполняют 8 певческих голосов, в сопровождении различных составов инструментов — от фортепиано до оркестра.
Дмитрий Шостакович написал «Две пьесы для струнного октета» (соч. 11, 1924―1925), Игорь Стравинский создал «Октет для духовых» в 1924 году.
Айрат Ишмуратов написал Октет «Письмо Незнакомки» (соч.50, 2017) по мотивам одноименной новеллы Стефана Цвейга
Струнный октет может быть организован как двойной квартет (четыре одинаковые партии для каждой пары инструментов) — четыре сочинения такого состава написал, в частности, Луи Шпор в 1823—1847 гг., — или как восемь партий для одного и того же инструмента (например, восемь виолончелей — первым такой состав начал пропагандировать Эйтор Вилла-Лобос; начиная с 1980-х гг. виолончельные октеты сочиняли, ориентируясь на конкретные ансамбли солистов, многие композиторы, в том числе Лучано Берио, Стив Райх, Эдисон Денисов, София Губайдулина). Духовой октет также может представлять собой двойной квартет (2 гобоя, 2 кларнета, 2 валторны и 2 фагота). Различные комбинации духовых и струнных инструментов также пробовались композиторами.

## Октет в джазе

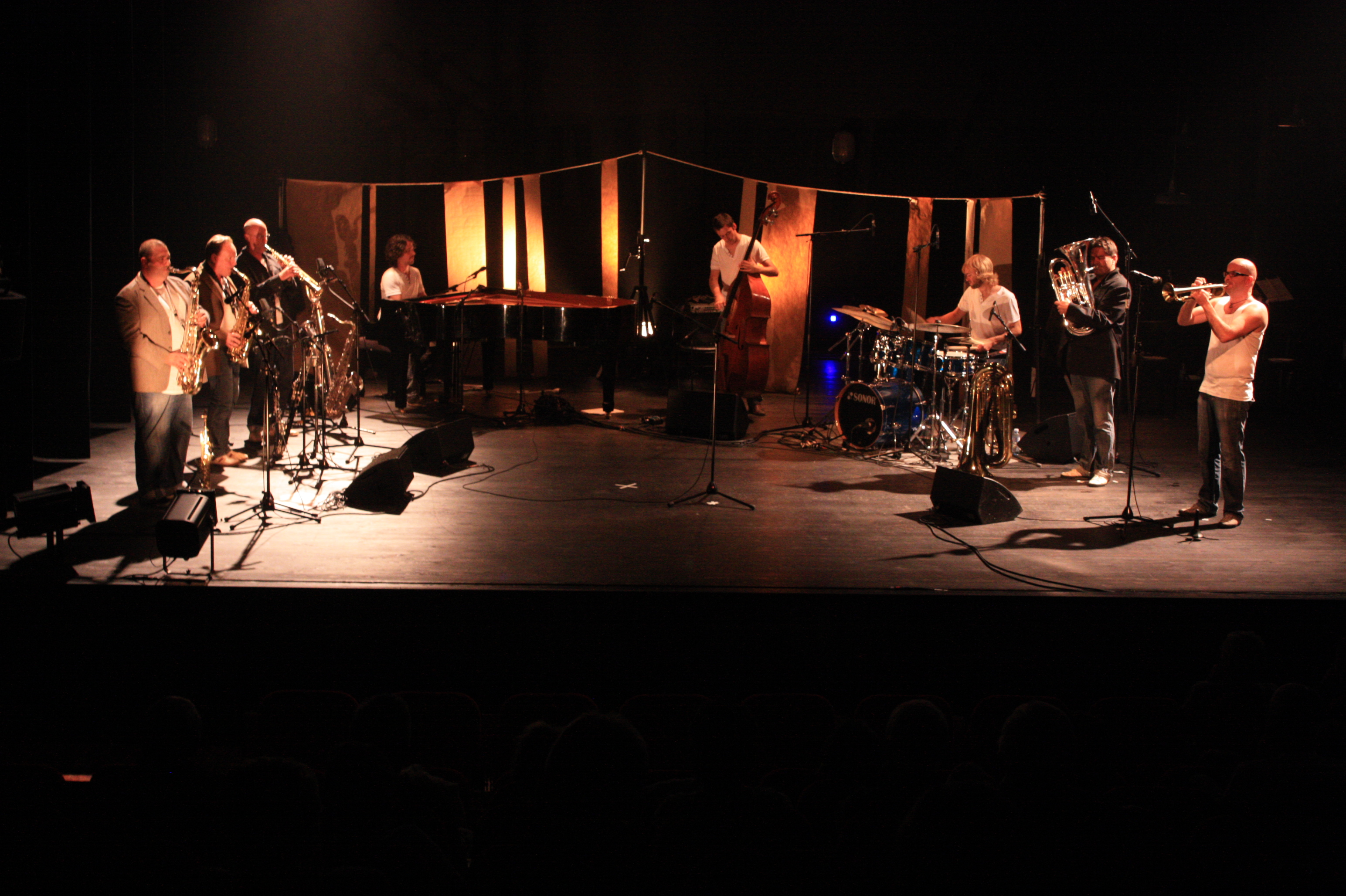
Джазовый октет Amañ

В форме октета выступают многие джаз-коллективы. Эти ансамбли могут быть состоять из любой комбинации инструментов, но наиболее распространенный состав — это труба, альт-саксофон, тенор-саксофон, тромбон, гитара, фортепиано, бас и барабаны, причем гитара иногда уступает место другому медному духовому инструменту, например, баритон-саксофону. Jamil Sheriff Octet является примером классического октета. Ансамбль Орнетт Коулман для альбома Free Jazz записан двумя квартетами, играющими вместе одновременно.
Саксофонист David Murray руководит экспериментальным джазовым октетом «Октет Дэвида Мюррея».
Тромбонисты J.J. Johnson и Kai Winding в сотрудничестве записали октет тромбонов. Самая известная запись 1956 года «Jay and Kai + 6» заняла третью позицию в Billboard jazz chart.

## Октет в рок-музыке

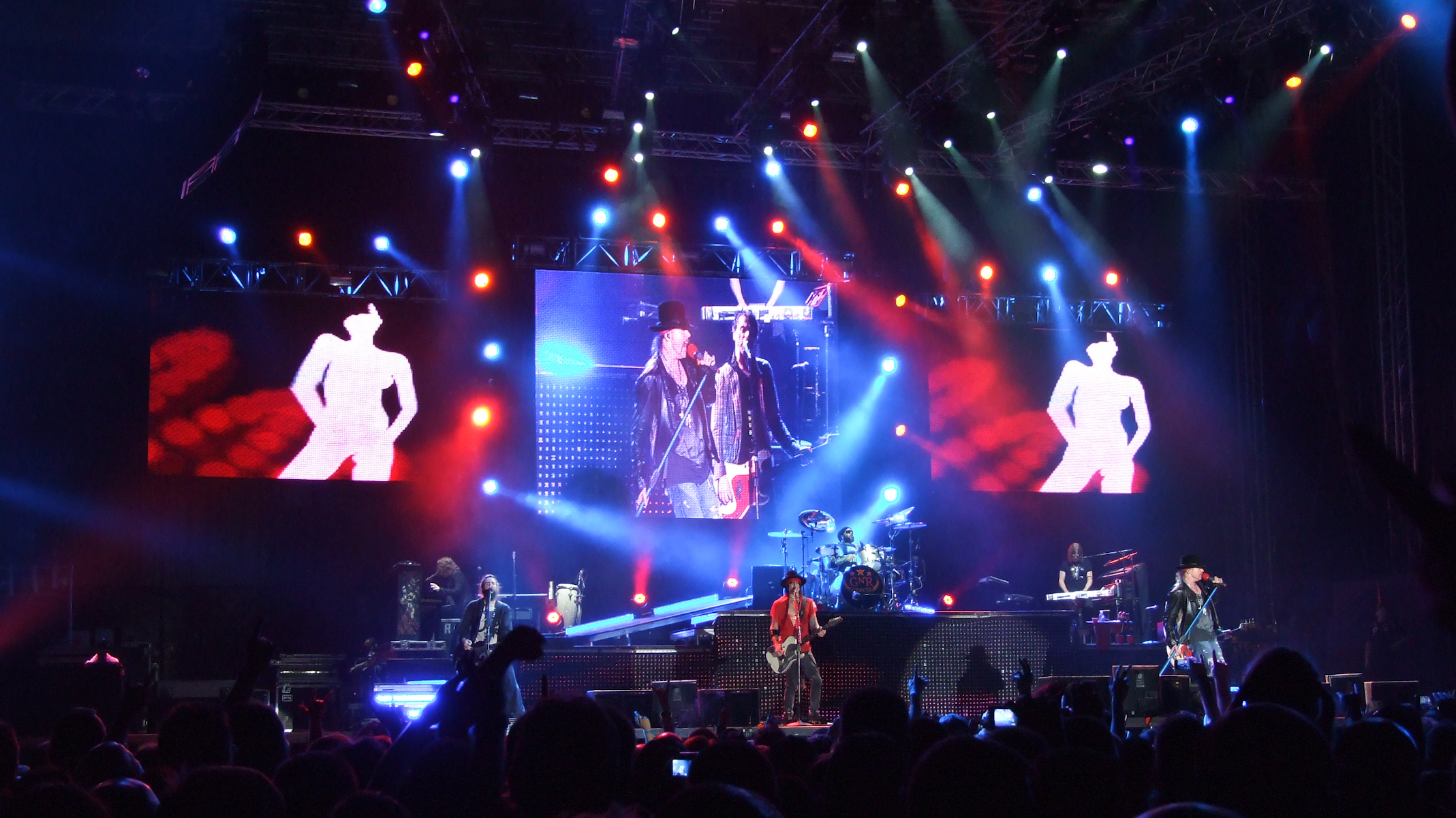
Октет Guns N’ Roses

Некоторые из современных коллективов различных стилей состоят из 8 участников.
- Guns N’ Roses
- Eluveitie
- The Mighty Mighty Bosstones
- Chicago
- Cult of Luna
- Diablo Swing Orchestra
- The Doobie Brothers
- Любэ